# Sông Mu
Sông Mu (ở Myanmar gọi là Mu Myit) là một dòng sông dài 275 km ở Myanmar, là một phụ lưu của sông Ayeyarwady. Nó hợp lưu với sông Ayeyarwady ở phía tây Sagaing, gần Myinmu. Phần phía bắc lưu vực sông Mu là địa bàn cư trú của các sắc tộc thiểu số ở Myanmar, nhất là người Kadu và người Kanan. Phần phía nam là cái nôi của người Miến. Thành phố Sagang là một cố đô của Myanmar.

## Phát triển
Lưu vực sông Mu valley màu mỡ và chính phủ Myanmar đang cố gắng phát triển nơi này với Dự án Lưu vực sông Mu River. Cầu sông Mu được khánh thành tháng 4 năm 2000, là một cây cầu đường sắt và đường bộ, nối Monywa, Budalin, Dabayin, Ye-U và Kin-U. Từ Kin-U nó nối với tuyến đường sắt Mandalay - Myitkyina, và từ Monywa với tuyến đường sắt Sagaing-Monywa.
Đập tràn Kabo được chính quyền thực dân Anh xây trong thời kỳ 1901-1907. Tháng 5 năm 2002, đập thủy lợi và thủy điện lớn nhất vùng tại Thaphanseik được xây xong với sự giúp đỡ của Trung Quốc.